# Davenescourt
Davenescourt é uma comuna francesa na região administrativa de Altos da França, no departamento de Somme. Estende-se por uma área de 11,73 km². Em 2010 a comuna tinha 572 habitantes (densidade: 48,8 hab./km²).